# 阳头街道
阳头街道，是中华人民共和国福建省宁德市福安市下辖的一个乡镇级行政单位。

## 行政区划
阳头街道下辖以下地区：
阳春社区、阳和社区、阳中社区、广兴社区、阳上社区和阳泉社区。